# Rachel Platten
Rachel Ashley Platten (* 20. Mai 1981 in Newton Centre, Massachusetts) ist eine US-amerikanische R&B- und Popsängerin.

## Biografie
Rachel Platten wuchs in Massachusetts auf. Im Alter von vier Jahren fing sie an, Klavier zu spielen, und begann später, in der Schule eigene Songs zu schreiben. Nach ihrem Schulabschluss 2003 am Trinity College in Connecticut veröffentlichte sie auf eigene Kosten ihr erstes Album Trust in Me mit R&B-Musik. Zwei Jahre später trat sie bei einem Aufenthalt in Trinidad als Backup-Sängerin vor großem Publikum auf und beschloss daraufhin, ihre Musikkarriere in New York weiterzuverfolgen.
In den folgenden Jahren war sie vor allem als Livemusikerin unterwegs und wurde auch für das Begleitprogramm von Interpreten wie den Strokes, Regina Spektor und Ziggy Marley engagiert. Ihr Lied Seven Weeks wurde 2009 im Soundtrack des Films The Good Guy – Wenn der Richtige der Falsche ist eingesetzt. Ihr zweites Album mit dem Titel Be Here erschien erst 2011 beim Label Rock Ridge Music. Mit dem Lied 1,000 Ships hatte sie einen Achtungserfolg, der ihr weitere Türen öffnete. Für die Fernsehserie Jane by Design sang sie das Titellied Work of Art; weitere Lieder wurden in Serien wie Pretty Little Liars und dem Film Annie von 2014 verwendet. Ende desselben Jahres war sie mit ihrem Fight Song, den sie zusammen mit dem Produzenten Dave Bassett geschrieben hatte, auch in der Weihnachtsepisode von Pretty Little Liars vertreten.
Anfang 2015 unterschrieb Rachel Platten bei Columbia Records und war Support von Andy Grammer auf dessen US-Tour. Im März wurde der Fight Song in Australien veröffentlicht. Er erreichte dort Platz 2 und wenig später in Neuseeland Platz 8. Im Juni erschien er auch in Nordamerika und kam in den USA und Kanada ebenfalls in die Top Ten. Er verkaufte sich alleine in ihrer Heimat über eine Million Mal. Als er im August schließlich in Großbritannien veröffentlicht wurde, wurde er dort sogar ein Nummer-eins-Hit.
Das anschließend veröffentlichte Album Wildfire war in den USA auch ein Erfolg, es erreichte Platz 5 der Billboard 200 und Gold-Status. International kam noch die eine oder andere Platzierung hinzu. Das Interesse ließ aber stark nach und das Nachfolgealbum Waves erreichte 2017 nur noch in den USA eine kleinere Chartplatzierung. Es folgte eine Trennung vom Label Columbia und ein lange Pause, in der sie sich ins Privatleben zurückzog. Erst 2024 veröffentlichte sie wieder ein Album in Eigenregie.

## Diskografie
Alben
- Trust in Me (2003)
- Be Here (2011)
- Wildfire (2016)
- Waves (2017)
- I Am Rachel Platten (2024)

EPs
- Fight Song (2015)
- I Know (2024)

Singles
- Seven Weeks (2009)
- 1,000 Ships (2011)
- Work of Art (2011)
- Smile (2014)
- Fight Song (2015)
- Stand by You (2015)
- Better Place (2016)
- Siempre estaré ahí (featuring Diego Torres, 2016)
- Broken Glass (2017)
- You Belong (2018)
- Soldiers (2020)
- Girls (2023)
- Mercy (2024)
- Bad Thoughts (2025)

Gastbeiträge
- Little Bit of Love / Tritonal featuring Rachel Platten (2019)
- Unfolding / Lindsey Stirling featuring Rachel Platten (2025)

## Auszeichnungen für Musikverkäufe
| Goldene Schallplatte - Italien - 2017: für die Single Fight Song - Japan - 2024: für das Streaming Fight Song - Kanada - 2016: für die Single Stand By You - Norwegen - 2015: für die Single Fight Song - Polen - 2016: für die Single Stand By You - Schweden - 2015: für die Single Fight Song - Spanien - 2024: für die Single Fight Song | Platin-Schallplatte - Australien - 2016: für die Single Stand By You - Dänemark - 2021: für die Single Fight Song - Mexiko - 2022: für die Single Fight Song - Neuseeland - 2024: für das Album Wildfire 2× Platin-Schallplatte - Polen - 2017: für die Single Fight Song 3× Platin-Schallplatte - Kanada - 2016: für die Single Fight Song 4× Platin-Schallplatte - Neuseeland - 2025: für die Single Fight Song 5× Platin-Schallplatte - Australien - 2017: für die Single Fight Song |

Anmerkung: Auszeichnungen in Ländern aus den Charttabellen bzw. Chartboxen sind in ebendiesen zu finden.
| Land/RegionAuszeichnungen für Musikverkäufe (Land/Region, Auszeichnungen, Verkäufe, Quellen) | Gold     | Platin       | Verkäufe  | Quellen              |
| -------------------------------------------------------------------------------------------- | -------- | ------------ | --------- | -------------------- |
| Australien (ARIA)                                                                            | —        | 6× Platin6   | 420.000   | aria.com.au          |
| Dänemark (IFPI)                                                                              | —        | Platin1      | 90.000    | ifpi.dk              |
| Deutschland (BVMI)                                                                           | Gold1    | —            | 200.000   | musikindustrie.de    |
| Italien (FIMI)                                                                               | Gold1    | —            | 25.000    | fimi.it              |
| Japan (RIAJ)                                                                                 | Gold1    | —            | —         | riaj.or.jp           |
| Kanada (MC)                                                                                  | Gold1    | 3× Platin3   | 280.000   | musiccanada.com      |
| Mexiko (AMPROFON)                                                                            | —        | Platin1      | 60.000    | amprofon.com.mx      |
| Neuseeland (RMNZ)                                                                            | —        | 5× Platin5   | 135.000   | radioscope.co.nz NZ2 |
| Norwegen (IFPI)                                                                              | Gold1    | —            | 20.000    | ifpi.no              |
| Polen (ZPAV)                                                                                 | Gold1    | 2× Platin2   | 50.000    | olis.pl              |
| Schweden (IFPI)                                                                              | Gold1    | —            | 40.000    | sverigetopplistan.se |
| Spanien (Promusicae)                                                                         | Gold1    | —            | 30.000    | elportaldemusica.es  |
| Vereinigte Staaten (RIAA)                                                                    | Gold1    | 7× Platin7   | 7.500.000 | riaa.com             |
| Vereinigtes Königreich (BPI)                                                                 | —        | 3× Platin3   | 1.800.000 | bpi.co.uk            |
| Insgesamt                                                                                    | 9× Gold9 | 28× Platin28 |           |                      |